# Pycnopalpa
Pycnopalpa is een geslacht van rechtvleugeligen uit de familie sabelsprinkhanen (Tettigoniidae). De wetenschappelijke naam van dit geslacht is voor het eerst geldig gepubliceerd in 1838 door Serville.

## Soorten
Het geslacht Pycnopalpa omvat de volgende soorten:
- Pycnopalpa angusticordata Vignon, 1924
- Pycnopalpa bicordata Saint-Fargeau & Serville, 1825
- Pycnopalpa morata Vignon, 1930
- Pycnopalpa permaculata Vignon, 1930
- Pycnopalpa rubiginosa Bruner, 1915